# كوناني
كوناني (بالفارسية: کونانی) هي مدينة تقع في إيران في Kunani District. يقدر عدد سكانها بـ 3,746 نسمة .